# Steeleye Span
Steeleye Span jsou britská folk-rocková skupina, založená v roce 1970, která zůstala aktivní dodnes. Společně s Fairport Convention jsou nejznámějším účastníkem folkového festivalu v roce 1970, kdy měli největší komerční úspěch díky singlům Gaudete a All Around My Hat.

## Diskografie
Vyjma reedicí, kompilací a nepravidelných koncertních alb.
Studiová Alba
Hark! The Village Wait (1970)
Please to See the King (1971)
Ten Man Mop, or Mr. Reservoir Butler Rides Again (1972)
Below the Salt (1972)
Parcel of Rogues (1973)
Now We Are Six (1974)
Commoner's Crown (1975)
All Around My Hat (1975)
Rocket Cottage (1976)
Storm Force Ten (1977)
Sails of Silver (1980)
Back in Line (1986)
Tempted and Tried (1989)
Time (1996)
Horkstow Grange (1998)
Bedlam Born (2000)
Present--The Very Best of Steeleye Span (2002)
They Called Her Babylon (2004)
Winter (album)|Winter (2004)
Bloody Men (2006)
Cogs, Wheels and Lovers (2009)
Wintersmith (2013)
Koncertní alba
Live at Last (1978)
Tonight's the Night…Live (1992)
The Collection: Steeleye Span in Concert (1994)
The Journey (1999)
Folk Rock Pioneers in Concert (2006)
Now We Are Six Again (2011)
Singly
Rave On/ Reels/ Female Drummer (1971)
Jigs and Reels (1972)
John Barleycorn / Bride's Favourite/Tansey's Fancy (1972)
Gaudete / The Holly and The Ivy (1972)
The Mooncoin Jig (1974)
New York Girls/ Two Magicians (1975)
All Around My Hat/ Black Jack Davy (1975)
Rave On/ False Knight On The Road (1976)
Hard Times of England/ Cadgwith Anthem (1976)
London/ Sligo Maid (1976)
Fighting For Strangers/ The Mooncoin Jig (1976)
The Boar's Head Carol/ Gaudete / Some Rival (1977)
Rag Doll/ Saucy Sailor (1978)
Sails of Silver/ Senior Service (1980)
Gone To America/ Let Her Go Down (1981)
Somewhere In London/ Lanercost (1985)
Padstow / First House in Connaught/ Sailor's Bonnet (1989)
Following Me/ Two Butchers (1989)
The Fox/ Jack Hall (1990)
DVDs
Classic Rock Legends (2002)
A Twentieth Anniversary Celebration (2003)
The 35th Anniversary World Tour 2004 (2005)

## Změny v sestavách
- Steeleye Span 1: Tim Hart, Maddy Prior, Terry Woods, Gay Woods, Ashley Hutchings

Období: 1969-70
Alba: Hark! The Village Wait
Poznámka: Tato sestava nikdy nevystoupila živě.
- Steeleye Span 2: Tim Hart, Maddy Prior, Ashley Hutchings, Martin Carthy, Peter Knight

Období: 1971-72
Alba: Please to See the King, Ten Man Mop, or Mr. Reservoir Butler Rides Again
Poznámka: První sestava, která vystoupila živě.
- Steeleye Span 3: Tim Hart, Maddy Prior, Peter Knight, Bob Johnson, Rick Kemp

Období: 1972-73
Alba: Below the Salt, Parcel of Rogues
- Steeleye Span 4: Tim Hart, Maddy Prior, Peter Knight, Bob Johnson, Rick Kemp, Nigel Pegrum

Období: 1973-77
Alba: Now We Are Six, Commoner's Crown, All Around My Hat, Rocket Cottage
Poznámka: Komerčně nejúspěšnější sestava, stejně úspěšná i v počtu vydaných alb.
- Steeleye Span 5: Tim Hart, Maddy Prior, Rick Kemp, Nigel Pegrum, Martin Carthy, John Kirkpatrick

Období: 1977-78
Alba: Storm Force Ten, Live at Last (Steeleye Span)
Poznámka: První sestava do které se vrátil její bývalý člen.
- Steeleye Span 6: Tim Hart, Maddy Prior, Rick Kemp, Nigel Pegrum, Peter Knight, Bob Johnson

Období: 1980-82
Alba: Sails of Silver
Poznámka: Sestava stejná jako 4.
- Steeleye Span 7: Maddy Prior, Rick Kemp, Nigel Pegrum, Peter Knight, Bob Johnson

Období: 1982-86
Alba: Back in Line:Poznámka: Prior zůstala jediným původním členem.
- Steeleye Span 7.1: Maddy Prior, Nigel Pegrum, Peter Knight, Bob Johnson, Mark Williamson

Období: 1986
Alba: Nebylo vydáno žádné album
Poznámka: Tato sestava existovala pouze na jedno koncertní turné.
- Steeleye Span 7.2: Maddy Prior, Nigel Pegrum, Peter Knight, Bob Johson, Chris Staines

Období: 1986-87
Alba: Nebylo vydáno žádné album
Poznámka: Tato sestava existovala pouze pro účely koncertního turné.
- Steeleye Span 8: Maddy Prior, Nigel Pegrum, Peter Knight, Bob Johnson, Tim Harries

Období: 1988-89
Alba: Tempted and Tried
Poznámka: Pegrum odchází okamžitě po nahrání alba 'Tempted', takže tato sestava nikdy nekoncertovala na podporu tohoto alba.
- Steeleye Span 9: Maddy Prior, Peter Knight, Bob Johnson, Tim Harries, Liam Genockey

Období: 1989-95
Alba: Tonight's the Night…Live
Poznámka: Tato sestava koncertovala na podporu tohoto alba.
- Steeleye Span 10: Maddy Prior, Peter Knight, Bob Johnson, Tim Harries, Liam Genockey, Gay Woods, Ashley Hutchings, Martin Carthy, Rick Kemp, Nigel Pegrum, John Kirkpatrick, Michael Gregory

Období: 1995
Alba: The Journey
Poznámka: Tato sestava byla vytvořena pro „reunion tour“. Byli v ní všichni bývalí členové, kromě Terryho Woodse. Michael Gregory nikdy před tím s kapelou nehrál.
- Steeleye Span 11: Maddy Prior, Peter Knight, Bob Johnson, Tim Harries, Liam Genockey, Gay Woods

Období: 1995-97
Alba: Time
- Steeleye Span 12: Peter Knight: Bob Johnson, Tim Harries, Gay Woods

Období: 1997-2000
Alba: Horkstow Grange, Bedlam Born
Poznámka: První sestava bez Maddy Prior.
- Steeleye Span 12.1: Peter Knight, Bob Johnson, Gay Woods, Rick Kemp

Období: 2000-01
Alba: Nebylo vydáno žádné album
Poznámka: Tato sestava existovala pouze pro účely koncertního turné.
- Steeleye Span 12.2: Peter Knight, Tim Harries, Rick Kemp, Terl Bryant

Období: 2001
Alba: Nebylo vydáno žádné album
Poznámka: Tato sestava existovala pouze pro účely koncertního turné. Terl Bryant byl uveden jako speciální host.
- Steeleye Span 13: Peter Knight, Rick Kemp, Maddy Prior, Bob Johnson, Liam Genockey

Období: 2002
Alba: Present--The Very Best of Steeleye Span
Poznámka: Tato sestava nepodnikala koncertní turné kvůli Johnsonově zdraví.
- Steeleye Span 13:1 Peter Knight, Rick Kemp, Maddy Prior, Liam Genockey, Ken Nicol

Období: 2002
Alba: Nebylo vydáno žádné album
Poznámka: Ken Nicol nahradil Boba Johnsona for the tour in support of 'Present'.
- Steeleye Span 14: Peter Knight, Rick Kemp, Maddy Prior, Liam Genockey, Ken Nicol

Období: 2003 až dosud
Alba: They Called Her Babylon, Winter, Bloody Men (album)|Bloody Men